# South Side of the Sky
A South Side of the Sky egy Yes-dal az 1971-es Fragile című albumról.
A szám a süvöltő szél hangjával kezdődik, majd átfordul egy kemény, riff-dominált rockszámba. 2:08 táján Rick Wakeman zongorajátéka lép be, néhány másodpercre ismét hallható mellette a szél. A zongora által játszott dallam finomabb, mint a dal többi része, és jobban emlékeztet a klasszikus zenére. 3:19 körül Chris Squire és Jon Anderson elkezd szöveg nélküli vokális harmóniákat énekelni a zongora kíséretében. Ez 5:42-ig folytatódik, amikor a korábbi kemény riff visszatér, háttérben a széllel. A dal végét lekeverik, miközben a végig hallható szél süvít a háttérben.
A Fragile újrakevert kiadásának bevezetőjében elhangzók szerint a dal egy tragikus kimenetelű, halállal végződő sarki expedícióról szól, amit a következő sorok is bizonyítanak: „A river, a mountain to be crossed/ the sunshine, in mountains sometimes lost/ around the south side, so cold that we cried” és „The moments, seem lost in all the noise/ a snow storm, a stimulating voice”. A Montreux-i Jazz Fesztiválon adott 2003-as koncerten a szám előtt Jon Anderson mondott egy rövid bevezetőt: „Ez a dal a hegymászásról szól…Veszélyes dolog, de mindannyiunknak hegyeket kell másznunk nap mint nap.”
A South Side of the Sky-t előadta az amerikai Spock's Beard, a dal Snow című albumuk speciális kiadásának harmadik lemezén hallható.
Egy másik feldolgozás, melyen Anderson is közreműködik, a Glass Hammer 2007-es Culture of Ascent című albumának nyitószáma. A lemez egy konceptalbum, témája a hegymászás a Himalájában.

## Közreműködő zenészek
- Jon Anderson – ének
- Chris Squire – basszusgitár, ének
- Steve Howe – gitár, ének
- Rick Wakeman – hammond orgona, zongora, RMI Electra zongora & csembaló, mellotron, Moog
- Bill Bruford – dob, ritmushangszerek

## Egyéb kiadványokon
- Tales from Yesterday
- The Ultimate Yes: 35th Anniversary Collection
- The Definitive Rock Collection
- In a Word: Yes (1969–)
- Fragile (Video)
- YesSpeak
- Yes Acoustic
- 35th Anniversary Edition: YesSpeak/Yes Acoustic
- Songs from Tsongas: 35th Anniversary Concert
- Live at Montreux 2003

## Külső hivatkozások
- Dalszöveg